# Berliner Bären Siegel

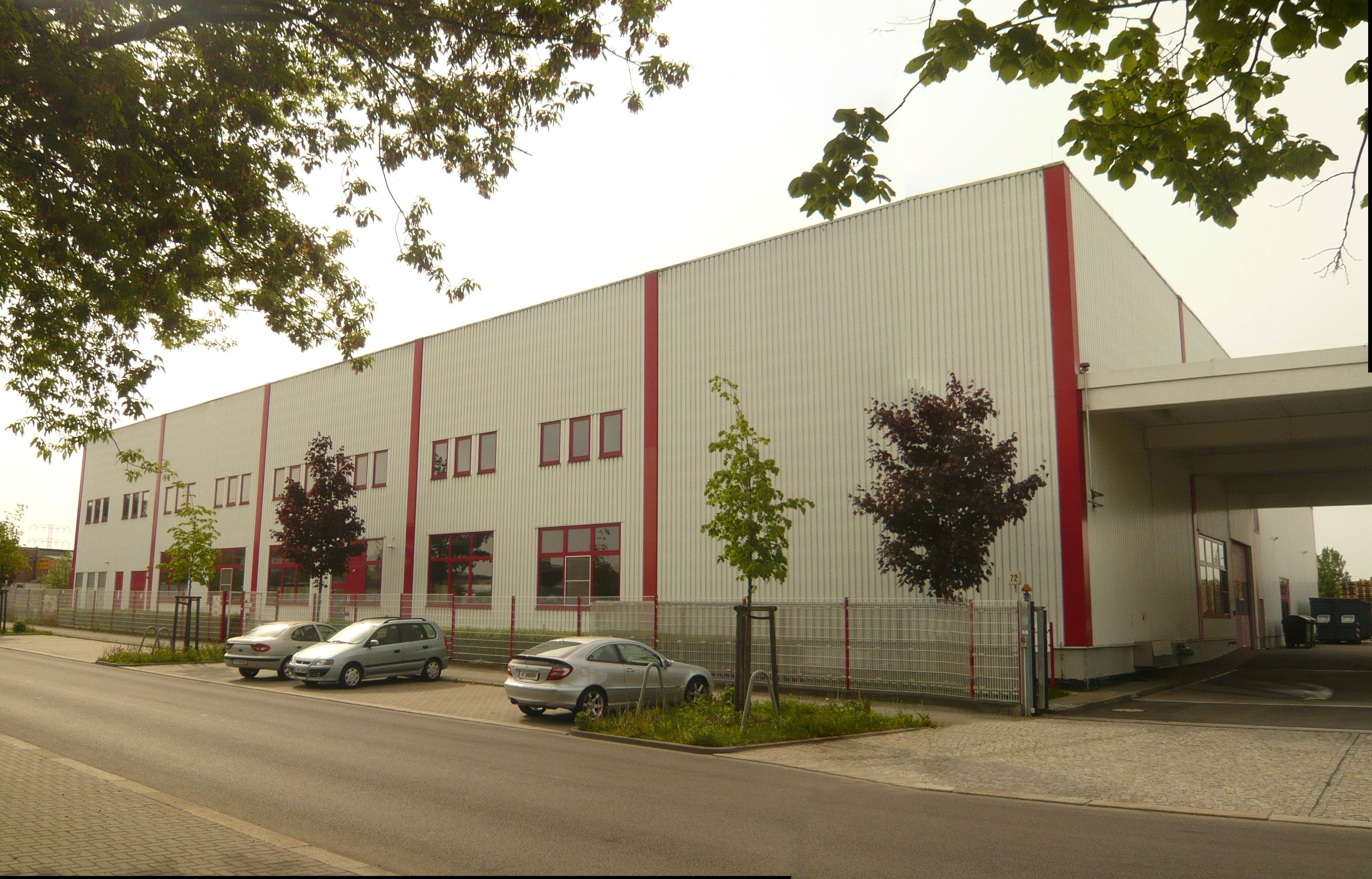
Produktionsgebäude in Berlin-Lichtenberg, 2010

Der VEB Bärensiegel Berlin war ein Spirituosenhersteller in der DDR in der Rechtsform eines VEB in der Nachfolge zweier Likörfabriken. Sein Verwaltungssitz befand sich im Berliner Ortsteil Lichtenberg, er hatte Produktionsstandorte in der Rittergutstraße 82 (seit 1960: Josef-Orlopp-Straße) und am Glienicker Weg/Adlergestell in Berlin-Adlershof. Ab 1994 erfolgte die Privatisierung mit einer Aufsplittung des Unternehmens. Der Standort in Adlershof wurde zu dieser Zeit aufgegeben. Die verbliebenen Fabrikgebäude in Lichtenberg gelangten an einen Weingutbetreiber, der sie nach 2010 an die Brennerei Meininger abtrat. Meininger verlagerte den Firmensitz bald in den Berliner Ortsteil Friedrichshain, die Immobilie in Lichtenberg wurde aufgegeben. Das im Bild zu sehende Gebäude steht im Frühjahr 2020 leer.

## Firmengeschichte

### Von der Likörfabrik zur Branntweinmonopolverwaltung in Adlershof
In der ehemaligen Kaiser-Wilhelm-Straße 18c in Alt-Berlin betrieb der Unternehmer Johannes Kahlbaum Ende des 19. Jahrhunderts eine Destillation in dritter Generation. Zur Erweiterung seiner Produktion erwarb er um das Jahr 1884 ein Gelände im damaligen Berliner Vorort Adlershof, am Glienicker Weg 15/17 Ecke Adlergestell 327–331, wohin er einen Teil seiner Firma umsiedelte. Auf der Fläche ließ Kahlbaum ab 1903 eine neue große Fabrik errichten; im Jahr 1906 konnte er die Spritreinigungsanstalt und Likörfabrik dort eröffnen. Der Name der Firma änderte sich bald in Chemische Fabrik Adlershof-Berlin und sie fertigte chemische Gerätschaften und medizinische Reinigungsmittel. Geschäftsführer wurde nach dem frühen Tod von Johannes Kahlbaum († 1909) Isidor Stern.
Im Jahr 1922 kam ein Teil der Chemischen Fabrik organisatorisch zur Berliner Reichsmonopolverwaltung in Lichtenberg und wurde damit zur Filiale dieser Einrichtung, verblieb jedoch in Adlershof. Weitere Betriebsteile der Kahlbaumschen Fabrik, die ihren Schwerpunkt auf die chemischen Geräte und technische Alkoholika gelegt hatten, wurden organisatorisch ausgegliedert, verblieben aber ebenfalls auf dem Gelände. Aus ihnen entstand später der Betrieb Berlin-Chemie.
Eine Stammbelegschaft von CAF Kahlbaum zog in den 1920er Jahren nach Berlin-Charlottenburg, in die damalige Spandauer Chaussee um, wo die Fabrik als Likörfabrik und Weinbrennerei weiter arbeitete. Hier entstanden die bereits seit mehr als 100 Jahren bekannten und gut bei den Berlinern eingeführten Liköre wie der Reiter Kräuter Edellikör.
Die in der Adlershofer Fabrik befindliche Reichsmonopolverwaltung für Branntwein, Abteilung Adlershof bestand bis zum Ende des Zweiten Weltkriegs weiter. Als Fabrikleiter ist im Jahr 1941 C. Kaminski angegeben.

### Reichsmonopolverwaltung in Lichtenberg
Auf der Basis eines 1918 beschlossenen Branntweinmonopols im Deutschen Reich entstand die Reichs-Branntweinmonopolverwaltung mit Filialen in allen deutschen Landesteilen. Die Berliner Verwaltung nahm ihren Sitz im damaligen Verwaltungsbezirk Lichtenberg in der Rittergutstraße 40 (seit 1950: Josef-Orlopp-Straße) und firmierte als Verwertungsstelle der Reichsmonopolverwaltung für Branntwein. Diese Einrichtung arbeitete bis zum Ende des Zweiten Weltkriegs, als Aufgabe wurden die Branntweinreinigung und Lagerung angegeben. Es gab den kaufmännischen und den technischen Betriebsleiter sowie drei Angestellte.

### Entwicklung nach 1945
Nach Kriegsende nahmen beide Spritmonopolverwaltungen ihre Arbeit wieder auf und destillierten selbst auch wieder Trinkbranntwein. Der Betriebsteil in der Lichtenberger Rittergutstraße erhielt auf Beschluss des Magistrats von Groß-Berlin am 1. März 1949 die Bezeichnung VEB Großberliner Getränkeindustrie und damit eine geänderte Aufgabenstellung. Am 4. August 1950 wurde das Unternehmen in VEB Bärensiegel Berlin umbenannt. Dieses Datum gilt damit als offizielles Gründungsdatum.
Der Adlershofer Betrieb wurde um 1950 zum VEB Spiritus, das heißt, er konzentrierte sich auf die Spiritus-Rektifikation. Verkauf und Handel erfolgten in Lichtenberg. Er kam aber bald komplett zu Bärensiegel und nutzte keinen eigenen Namen mehr. Durch Fusion mit weiteren Brennereien wie der Spiritusfabrik Krakow am See (1946–1953) vergrößerte er seine Produktion weiter. Nun wurde das Unternehmen zu einem der größten Spirituosen-Anbieter der DDR.
Am 1. Januar 1970 wurde das Unternehmen Teil des VEB Getränkekombinat Berlin, zusammen mit den Brauereien Bürgerbräu, Schultheiß, Bärenquell, Engelhardt und der (Berliner) Weingroßkellerei. Als weiterer Betriebsteil (IV) kam das Branntwein-Vertriebslager Obstkellerei-Fruchtsaftgetränke Neuruppin hinzu. Allerdings wurden die in Adlershof beschäftigten Mitarbeiter auf weniger als 50 reduziert, die Verwaltung befand sich fast komplett in Lichtenberg. Später hieß die übergeordnete Einrichtung VEB Kombinat Spirituosen, Wein und Sekt.
Die Julius-Kahlbaumsche Likörfabrik mit dementsprechendem Ausschank in der Mauerstraße wurde 1974 ebenfalls in das Getränkekombinat integriert.
Aus dem Adlershofer Betriebsteil gingen vor allem Primasprit und Sprit allgemein zur Weiterverarbeitung hervor. Neben den Bärenquell-Filialen belieferten die Mitarbeiter auch Schilkin, zahlreiche medizinische Einrichtungen und pharmazeutische Fabriken. Schließlich findet sich sogar der Hinweis, dass die Russenmagazine in Berlin-Karlshorst und in Wünsdorf mit harten Alkoholika versorgt wurden.

### Betriebliche Erweiterungen

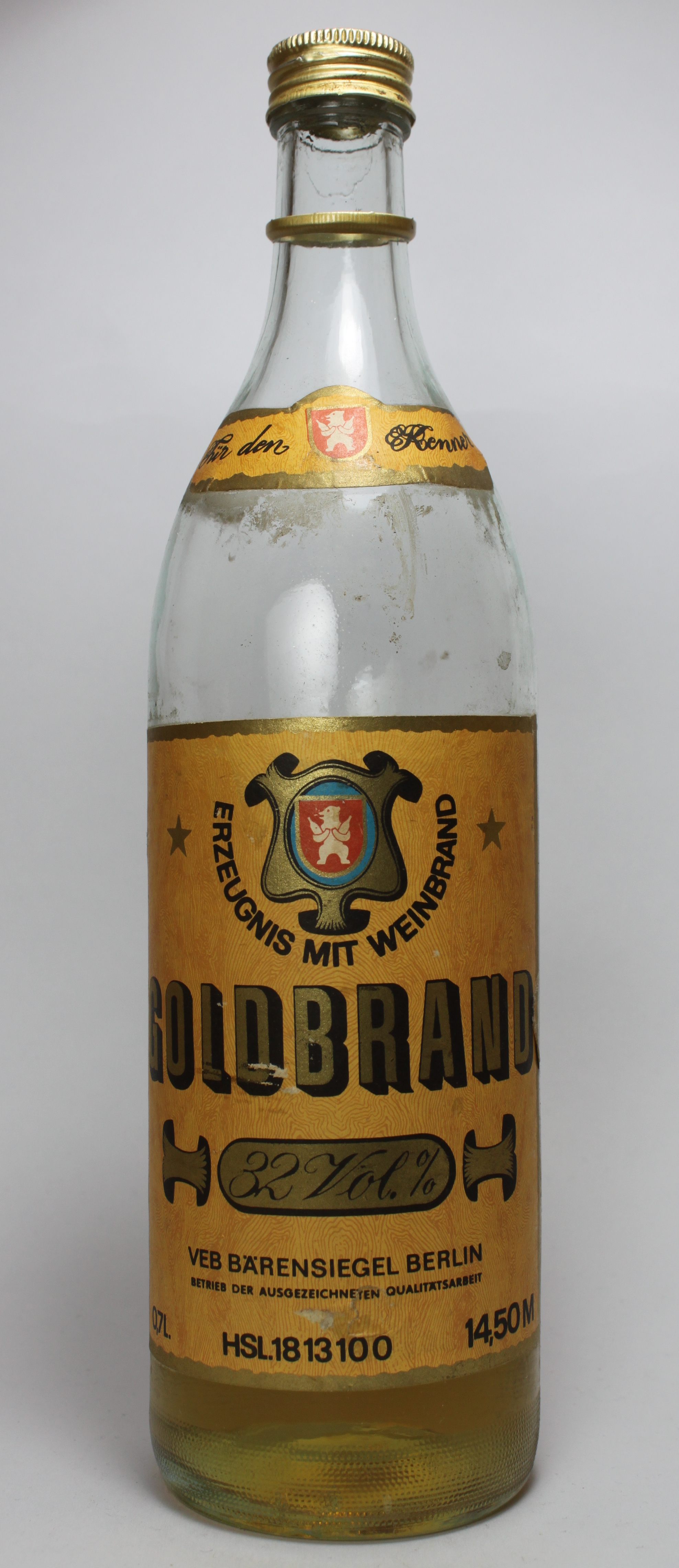
Flasche Goldbrand, hergestellt vor 1990

Zum 1. Januar 1960 fusionierten auf Druck der Ost-Berliner Wirtschaftskommission die Betriebe CAF Kahlbaum aus Hohenschönhausen und Bärensiegel zum Berliner Großproduzenten VEB Kahlbaum-Bärensiegel Berlin.
Im Zeitraum 1964 bis 1971 verkaufte der damalige Eigentümer der Firma Pöschke, Likörfabrik und Weingroßhandlung, seine Immobilien und die Markenrechte an den VEB Bärensiegel.
Im Jahr 1972 erhielt der Bärensiegel-Stammbetrieb Zuwachs durch einige bis dahin im Privatbesitz befindliche „Schnapsfabriken“, die auf politischen Druck zwangsverstaatlicht wurden. Dazu gehörten:
- die 1883 gegründete Likörfabrik und Weingroßhandlung Hermann Degener aus Neuruppin[21]

sowie die
- Wigra – Wilhelm Graßmann KG, Spirituosenfabrik Frankfurt (Oder), die der Kaufmann und Destillateur Wilhelm Grassmann im April 1947 in vorhandenen Gebäuden im Bereich Ferdinandshof (Gubener Straße 9) gegründet hatte.[22] Hier entstanden zu DDR-Zeiten unter anderem die alkoholhaltigen Erfrischungsgetränke Vipa und Virola. Aus dieser Fabrik wurde nun der Betriebsteil Frankfurter Spirituosenfabrik (auch kurz Betriebsteil VI) des VEB Bärensiegel Berlin.[23]

Des Weiteren kam 1981 auch der VEB Schilkin aus Berlin-Kaulsdorf als Betriebsteil Kaulsdorf zu Bärensiegel.

### 1986–1990
Im Jahr 1986 finden sich im Ost-Berliner Telefon-Adressbuch folgende Betriebsteile des VEB Bärensiegel:
- Verwaltung Spirituosenabfüllung, 1030 Berlin, Josef-Orlopp-Straße 82,
- Betriebsteil (BT) Pankow, Spirituosenabfüllung; 1110 Berlin, Treskowstraße 60,
- Exportabteilung, 1099 Berlin (Malchow), Dorfstraße 9 (auf dem Gelände des ehemaligen Gutshofes der Stadt Berlin),
- Kornbrennerei, 1092 Berlin (Hohenschönhausen), Berliner Straße 14,
An dieser Adresse hatte Anfang der 1940er Jahre die in der Landsberger Allee angesiedelte Industriegelände Berl.-Hohenschönhausen AG einen Betriebsteil, der ein Zulieferer der Löwenbrauerei war. In den angeschlossenen Gebäuden wohnten laut Adressbuch ein Diplom-Betriebs-Ingenieur (Dr. H. Wellhörner) sowie zwei Braumeister.[25]
- Spiritus-Rektifikation, 1199 Berlin (Adlershof), Adlergestell 327,
- Alte Julius Kahlbaumstube, 1080 Berlin (Mitte), Mauerstraße 85.

Im Jahr 1989 produzierte der VEB Bärensiegel mit etwa 400 Mitarbeitern in allen seinen Betriebsteilen 26 Millionen Flaschen Spirituosen.

## Bärensiegel ab 1990

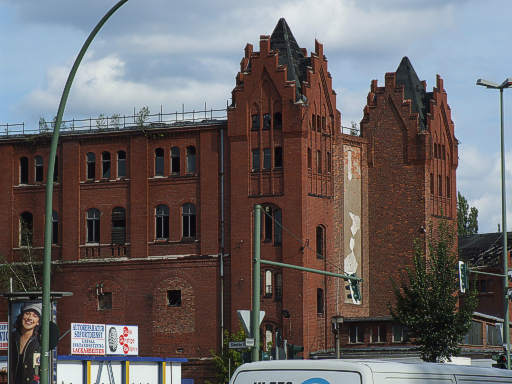
Verlassenes Fabrikgebäude von Bärensiegel in Adlershof

### Bärensiegel gesamt
Nach der politischen Wende wurde der Betrieb in eine GmbH umgewandelt und trat danach (in leicht geänderter Schreibweise) als Berliner BärenSiegel GmbH am Markt auf. Um das Jahr 1992 erfolgte die Einstellung der Erzeugung der Berliner Spirituosen in allen Bärensiegel-Einrichtungen, weil die nötigen Umsätze nicht mehr erreicht werden konnten.
Die vorherigen Betriebsteile außerhalb Berlins wurden 1994 aufgegeben und entweder reprivatisiert oder einer anderen Nutzung zugeführt.

### Standort Adlershof
Der Spritherstellung in Adlershof wurde bereits am 1. Oktober 1990 vollständig eingestellt. Dieser Maßnahme war eine Qualitätsprüfung der Adlershofer Sprit-Großproduktion durch Mitarbeiter der Bundesmonopolverwaltung zwecks einer eventuellen Übernahme vorausgegangen. Das Urteil lautete „unbrauchbar“. Deshalb mussten alle Apparaturen abgeschaltet werden und die Mitarbeiter wurden entlassen.
Einige engagierte ehemalige Bärensiegler unternahmen noch im gleichen Jahr den Versuch, hier in Adlershof unter Einbeziehung einer in der DDR-Zeit begonnenen Baumaßnahme für ein Großtanklager direkt am Teltowkanal, als Alkohol Handelskontor Ost GmbH zu überleben. Sie waren außerdem auf der Suche nach Investoren für ihre Idee und wurden 1992 schließlich mit dem Unternehmen Berkel Pfälzische Spritfabrik fündig. Die Treuhandanstalt ließ die angefangenen Bauten am Teltowkanal fertig stellen und vermietet sie seitdem an die genannte Spritfabrik: der eigene Name Handelskontor Ost konnte dagegen nicht etabliert werden. Die Filiale in Berlin heißt nun Berkel AHK Alkoholhandel GmbH & Co. KG.

### Standort Lichtenberg
In den Jahren 1991/1992 enthält das Berliner Telefonbuch die nunmehr privatisierte Firma Bärensiegel GmbH, Zentrale in der Josef-Orlopp-Straße. Der Vertrieb wurde auf das übliche Vertretersystem umgestellt.
Die neue Firmenleitung hatte Probleme bezüglich der Nutzfläche in der Josef-Orlopp-Straße, eine kleine Fremdfläche ragte auf das Bärensiegel-Areal. Um zu einem Ergebnis zu kommen, drohte die Chefetage von Bärensiegel der Treuhandanstalt damit, die gesamte Produktion in das Land Brandenburg zu verlegen. Es muss dann so ausgegangen sein, dass eine Flächenbereinigung stattfinden konnte. Denn die Treuhandanstalt verkaufte 1994 die GmbH an das Weinunternehmen Franz Wilhelm Langguth Erben, deren Eigentümer eine Aufteilung der Produktionsbereiche in BärenSiegel GmbH, Moritz Thienelt GmbH und Eskalony & Sons GmbH vornahmen.
Die vorhandenen Gebäude in Lichtenberg wurden als Produktionsstandorte nun ebenfalls aufgegeben. Aber in der Josef-Orlopp-Straße ließ der neue Eigentümer neben dem ursprünglichen Gebäude auf der hinzugekauften Fläche des früheren Betriebes VEB Pflanzen- und Ölmühle eine Metall-Leichtbauhalle setzen, in der die Spirituosen weiterhin hergestellt wurden.
Im Jahr 1994 erzielten 92 Mitarbeiter einen Umsatz von 100 Millionen Mark (kaufkraftbereinigt in heutiger Währung: rund 87,3 Millionen Euro). Die neue Berliner BärenSiegel GmbH löste nach der Privatisierung den Investitionsstau auf und modernisierte die Produktion.
Mittlerweile (Stand im Jahr 2020) hat BärenSiegel die Spirituosenproduktion offensichtlich aufgegeben: Das Produktionsgebäude in Berlin-Lichtenberg ist verwaist, die alte Website tot, und laut der neuen Website liegt der Firmensitz der Berliner BärenSiegel GmbH in Berlin-Friedrichshain, Petersburger Straße 30. Seit März 2020 ist die Firma Teil von Nordbrand Nordhausen, wo schon seit 2019 der Kräuterlikör Wurzelpeter erzeugt wird.
Seit 2021 produziert die Firma wieder am Standort Berlin in einer kleinen Firma Am Flutgraben 2 in Berlin-Kreuzberg. Hier werden unter anderem wieder der Wurzelpeter, der Humboldt Gin und ein Pfefferminzlikör hergestellt.

## Baugeschichte

### 1903–1906: Entstehung eines neuen Fabrikkomplexes
Der Architekt Max Jacob hatte für Johannes Kahlbaum einen großzügig bemessenen Hallenkomplex auf der Baufläche Glienicker Weg Ecke Adlergestell entworfen. Die Pläne wurden vom Bauunternehmen Albert Pförtner aus Adlershof ausgeführt.
Auffälligstes Merkmal des Bauensembles im historisierenden Baustil, dessen Hallen mit roten Klinkern verblendet wurden, war das direkt an der Straßenkreuzung stehende viergeschossige Fabrikgebäude. Es hatte einen länglichen rechteckigen Grundriss, die straßenseitigen Fassaden waren durch Wandvorlagen vertikal gegliedert und es wies auf der westlichen Schmalseite zwei quadratische Treppentürme auf. Diese schufen einen eher sakralen Eindruck des Bauwerks, zumal sie auch allseitig mit Staffelgiebeln geschmückt waren und ein Zeltdach trugen. In der Bevölkerung hieß das auffällige Bauwerk daher bald die „Schnapskirche von Adlershof“.

### 1907–1945
Über größere Baumaßnahmen in diesen rund 40 Jahren oder über Bauwerkschäden infolge des Zweiten Weltkriegs ist nichts bekannt.
In den überlieferten Dokumenten aus dem Zeitraum 1920–1940 findet sich der Vertrag der CAF Kahlbaum Chemische Fabrik, Kahlbaum AG (Spirituosen) und der Reichsmonopolverwaltung Branntwein, der die ständige Nutzung der Spritfabrik in der Rittergutstraße in Berlin-Lichtenberg regelte.

### 1945–1989: Nach dem Krieg und während der DDR-Zeit
Schrittweise wurden einige technische Anlagen im Lauf der Jahre erneuert, auch Neubauten und Modernisierungen gab es. Beispielsweise ließ Bärensiegel 1967–1988 sein Werk I in Adlershof rekonstruieren, wobei auch eine neue Transformatorenstation auf der Parzelle Adlergestell 327 hinzukam (1970). Dem folgten stetige kleinere und größere Baumaßnahmen zwischen 1970 und 1989 wie eine Rekonstruktion aller Fabrikteile in Adlershof (1983–1983), Modernisierungen im VEB Schilkin in Berlin-Kaulsdorf (1970–1987), der von Bärensiegel übernommen worden war, und auch Baumaßnahmen in der Kornbrennerei in Hohenschönhausen, die bei der Fusion zwischen Bärensiegel und VEB Kahlbaum an Bärensiegel gefallen war. Im Jahr 1974 wurde das Werk II am Adlergestell 327 komplett rekonstruiert.
Mitte der 1970er Jahre wurde das ursprüngliche Kohleheizkraftwerk durch ein transportables Ölheizwerk ersetzt. Auf dem ehemaligen Kohlelagerplatz entstand ein Tanklager. Auf dem gemeinsamen Gelände errichtete VEB Berlin-Chemie eine neue Wärmeanlage, die von Bärensiegel ab 1980 mitgenutzt werden konnte.
Aus dem Jahr 1985 liegt ein Dokument vor, das die Abfallnutzung zur Einsparung fossiler Brennstoffe ausweist. Dazu wurden zur Querung des Glienicker Wegs vier oberirdische Rohrleitungen verlegt.
Im Zusammenhang mit entsprechenden Rekonstruktionsmaßnahmen (1975 bis 1979) entstand an Stelle des historischen Apparatehauses ein Neubau, die Spritreinigungsanlage wurde ebenfalls komplett erneuert. Ziel aller Maßnahmen war eine Erhöhung der Jahresproduktion auf 154.000 hl Primasprit, 38.000 hl Sekundärsprit und technischer Alkohol sowie 32.000 hl Alkohol absolut/medizinisch-technisch. Bis 1980 standen dem Getränkekombinat für alle diese Arbeiten rund 12,3 Millionen DDR-Mark zur Verfügung.
In einem Lagergebäude befanden sich riesige Tanks mit einem Fassungsvermögen von bis zu 950.000 Liter, in denen der Sprit vor seiner Auslieferung aufbewahrt wurde. Zuerst erfolgte der Transport per Eisenbahn, später setzte das Unternehmen Tank-Lastwagen ein.
Der Baukomplex des VEB Bärensiegel in Adlershof stand seit den 1980er Jahren unter Denkmalschutz. In der DDR-Zeit kamen noch weitere Wirtschaftsgebäude auf dem Gelände hinzu, unter anderem eine große Lagerhalle.

### 1990–2017
Die Produktionsanlagen wurden ab 1993 ausgebaut und verschrottet. Die Gebäude waren gegen Ende 1994 leergezogen, die Lagerhalle bald abgerissen. Nun plante eine Wohnungsbaugesellschaft den Totalabriss aller Bauten und wollte an dieser Stelle einen Wohnkomplex errichten. Diese Pläne wurden jedoch 1995 wieder aufgegeben. Die Berliner Immobiliengesellschaft als Nachfolger der Treuhandanstalt suchte nun deutschlandweit neue Kaufinteressenten. Wegen des langen Leerstands waren etliche Teile des Baukomplexes bereits einsturzgefährdet, sie mussten mit starken Stahlträgern abgestützt werden.
Im Jahr 1999 erwarb die Stuttgarter Immobiliengruppe Widerker das gesamte Areal. Sie verhandelte mit den Vertretern des Senats über eine Baugenehmigung bei gleichzeitiger Sanierung des denkmalgeschützten Hauptgebäudes. Im Jahr 2017 wurde die Genehmigung erteilt und nun konnte eine weitgehende Entkernung stattfinden.

### Seit 2018: Im restaurierten Kerngebäude eröffnet eine Möbel-Filiale

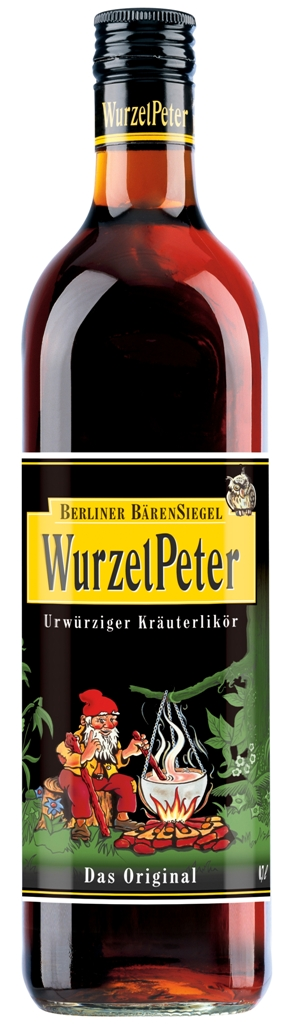
Wurzelpeter – der bekannteste Likör von BärenSiegel

Die äußere Gebäudehülle der markanten zweitürmigen Fabrikhalle wurde statisch gesichert und saniert. Das Innere wurde zu Verkaufszwecken neu gegliedert und bietet nun eine Nutzfläche von 6800 Quadratmeter. Für die Bau- und Sanierungsarbeiten hat der Eigentümer insgesamt 15 Millionen Euro investiert. Hier zog das Möbelunternehmen Roller ein, eine Tochter der Gesellschaft Tessner Holding, das am 10. Dezember 2018 damit seinen dritten Standort in Berlin eröffnete. Arbeitsplätze für 35 Verkäufer entstanden so.

## Erzeugnisse und Marken

### 1950–1994
Bis 1990 wurden verschiedene Liköre und Weinbrände mit folgenden Markenbezeichnungen hergestellt:
- Adlershofer Wodka
- Apfelkorn[44]
- Berliner Klarer (Werbeslogan: „Dieser Schnaps verläßt das Werk / nur mit Qualitätsvermerk“)[45]
- Blue River[17]
- Eisklarer
- Eskalonysche Tropfen (seit 1986)
- Gelber Köstlicher
- GIN Fizz
- Goldkrone
- Great Master (Whiskey)[17]
- Halb & Halb sowie Halb und Halb mit dem Schimmelgespann[46]
- Herz-As-Weinbrand-Verschnitt
- Jamaika-Rumverschnitt
- Karibic-Jamaika-Rum-Verschnitt (45 %)
- Kiwi (Kirsch mit Whiskey)[17]
- Lichtenberger Weizen-Doppelkorn[46]
- Maoritraum
- Old Juan-Rumverschnitt (54 %)
- Red-Mary Kirsch mit Rum
- Störtebeker Übersee-Rumverschnitt
- Wurzelpeter (Werbeslogan: „Früher oder später trinkt ein jeder Wurzelpeter“)

### Seit 1994
Nach 1994 waren vor allem noch der Wurzelpeter (‚Original‘ und ‚Bitter Orange‘), Goldkrone sowie Eskalonysche Tropfen und seit 1997 Thienelt Echte Kroatzbeere weiterhin erfolgreich auf dem Markt. Seit 2019 vertreibt die Bärensiegel GmbH nur noch den Kräuterlikör Wurzelpeter, der von der Konzernmutter Nordbrand Nordhausen GmbH produziert wird.